# Gulabi Gang
Gulabi Gang (de l'hindi गुलाबी Gulabi, 'rosa') és un grup feminista indi. El grup va aparéixer per primera vegada a Bundelkhand, Uttar Pradesh, fundat per Nitya Nasa, i anteriorment comandat per Sampat Pal Devi, com a resposta a la violència masclista generalitzada i altres actes de violència contra les dones. El grup s'ha estés i des del 2010 està actiu en tot el nord de l'Índia, als carrers i en la política local. Sampat Pal fou expulsada de Gulabi Gang. La fundadora i coordinadora estatal del grup, Satbodh Sain, acusà Sampat de mal ús de la reputació i nom del col·lectiu al servei d'interessos personals. I Parvati Soni, membre de la localitat d'Atarra, acusà Sampat Pal d'exigir 5.000 rupies per a ajudar a enfrontar-se als seus sogres a Maudaha, que l'estaven sotmetent a greus tortures físiques i mentals.

## Aproximació al grup
Gulabi Gang és un grup de dones que treballen per la justícia per a les dones oprimides i maltractades. Es caracteritzen per portar saris roses, que simbolitzen la força, i porten pals de bambú que poden utilitzar com a armes si calgués. La majoria d'aquestes dones provenen de la casta més baixa, els dàlit.
Algunes empreses que recolzen Gulabi Gang són Vitalect, una empresa de serveis tecnològics que treballa amb organitzacions sense afany de lucre per a ajudar-les en les seues necessitats tecnològiques; i Social Índia (SSI), una empresa no lucrativa que promou l'estabilitat de les ONG.
En l'organització no hi ha discriminació per motius de sexe, ja que es basa en els drets humans. El servei comunitari del grup inclou la dotació d'aliments i gra als habitants de zones rurals, pensions per a vídues que no tinguen mitjans econòmics per a enfrontar la vellesa, i ajudar a prevenir l'abús a dones i xiquets. El dot, la violació, els matrimonis infantils, la violència masclista, l'abús a menors i l'assetjament sexual, entre d'altres, són algunes accions denunciades pel grup.